# Mannschaftskader der österreichischen Staatsliga im Schach 1988/89
Die österreichische Schachstaatsliga 1988/89 hatte folgende Spielermeldungen und Einzelergebnisse.
Aufgelistet sind nur Spieler, die mindestens einen Einsatz in der Saison hatten. In Einzelfällen kann die Reihenfolge von der hier angegebenen abweichen.

## Legende
Die nachstehenden Tabellen enthalten folgende Informationen:
- Nr.: Ranglistennummer.
- Titel: FIDE-Titel zu Saisonbeginn (Eloliste vom Juli 1988); GM = Großmeister, IM = Internationaler Meister, FM = FIDE-Meister, WGM = Großmeister der Frauen, WIM = Internationaler Meister der Frauen, WFM = FIDE-Meister der Frauen, CM = Candidate Master, WCM = Candidate Master der Frauen
- Elo: (FIDE-)Elo-Zahl zu Saisonbeginn (Eloliste vom Juli 1988), sofern vorhanden.
- Nation: Nationalität gemäß Eloliste vom Juli 1988
- G: Anzahl Gewinnpartien (kampflose Siege werden in den Einzelbilanzen berücksichtigt)
- R: Anzahl Remispartien
- V: Anzahl Verlustpartien (kampflose Niederlagen werden in den Einzelbilanzen nicht berücksichtigt)
- Pkt.: Anzahl der erreichten Punkte
- Partien: Anzahl der gespielten Partien
- Elo-Perf.: Turnierleistung der Spieler mit mindestens fünf Partien
- Normen: Erspielte Normen für FIDE-Titel

## WSV-ATSV Ranshofen
| Nr. | Titel | Name                  | Elo  | Nation      | G | R  | V | Pkt. | Partien | Elo- Perf. | Normen |
| --- | ----- | --------------------- | ---- | ----------- | - | -- | - | ---- | ------- | ---------- | ------ |
| 01  | IM    | Arne Dür              | 2380 | Österreich  | 7 | 9  | 1 | 11,5 | 17      | 2506       |        |
| 02  |       | Ulrich Fößmeier       |      | Deutschland | 5 | 10 | 3 | 10   | 18      | 2345       |        |
| 03  | FM    | Andreas Druckenthaner | 2290 | Österreich  | 4 | 11 | 3 | 9,5  | 18      | 2307       |        |
| 04  |       | Werner Dür            |      | Österreich  | 5 | 12 | 1 | 11   | 18      | 2305       |        |
| 05  |       | Josef Ager            | 2260 | Österreich  | 0 | 1  | 0 | 0,5  | 01      |            |        |

## SK Schwaz
| Nr. | Titel | Name                 | Elo  | Nation      | G | R | V | Pkt. | Partien | Elo- Perf. | Normen |
| --- | ----- | -------------------- | ---- | ----------- | - | - | - | ---- | ------- | ---------- | ------ |
| 01  | IM    | Josef Klinger        | 2475 | Österreich  | 3 | 4 | 2 | 5    | 09      | 2437       |        |
| 02  | FM    | Vladimir Kostić      | 2325 | Jugoslawien | 7 | 9 | 2 | 11,5 | 18      | 2432       |        |
| 03  | FM    | Ernst Weinzettl      | 2290 | Österreich  | 6 | 7 | 5 | 9,5  | 18      | 2345       |        |
| 04  |       | Adolf Denk           | 2255 | Österreich  | 9 | 3 | 2 | 10,5 | 14      | 2366       |        |
| 05  |       | Siegfried Neuschmied |      | Österreich  | 1 | 1 | 1 | 1,5  | 03      |            |        |
| 06  |       | Harald Fürlinger     |      | Österreich  | 0 | 1 | 3 | 0,5  | 04      |            |        |
| 07  |       | Helmut Angerer       |      | Österreich  | 0 | 1 | 1 | 0,5  | 02      |            |        |
| 08  |       | Bernhard Mayr        |      | Österreich  | 1 | 0 | 1 | 1    | 02      |            |        |
| 09  |       | Christof Kondrak     |      | Österreich  | 1 | 1 | 0 | 1,5  | 02      |            |        |

## SK Merkur Graz
| Nr. | Titel | Name              | Elo  | Nation      | G | R  | V | Pkt. | Partien | Elo- Perf. | Normen |
| --- | ----- | ----------------- | ---- | ----------- | - | -- | - | ---- | ------- | ---------- | ------ |
| 01  | IM    | Walter Wittmann   | 2400 | Österreich  | 3 | 9  | 4 | 7,5  | 16      | 2358       |        |
| 02  | FM    | Alexander Fauland | 2385 | Österreich  | 5 | 7  | 4 | 8,5  | 16      | 2349       |        |
| 03  | FM    | Stefan Cigan      | 2370 | Jugoslawien | 6 | 6  | 4 | 9    | 16      | 2316       |        |
| 04  | FM    | Horst Watzka      | 2330 | Österreich  | 5 | 11 | 2 | 10,5 | 18      | 2388       |        |
| 05  |       | Reinhard Bachler  | 2340 | Österreich  | 3 | 1  | 2 | 3,5  | 06      |            |        |

## Casino Salzburg
| Nr. | Titel | Name              | Elo  | Nation     | G | R  | V | Pkt. | Partien | Elo- Perf. | Normen |
| --- | ----- | ----------------- | ---- | ---------- | - | -- | - | ---- | ------- | ---------- | ------ |
| 01  | FM    | Egon Brestian     | 2470 | Österreich | 6 | 7  | 5 | 9,5  | 18      | 2403       |        |
| 02  |       | Reinhard Hanel    | 2375 | Österreich | 3 | 13 | 2 | 9,5  | 18      | 2351       |        |
| 03  |       | Heinz Peterwagner |      | Österreich | 2 | 11 | 4 | 7,5  | 17      | 2236       |        |
| 04  |       | Engelbert Schöppl | 2310 | Österreich | 8 | 6  | 4 | 11   | 18      | 2287       |        |
| 05  |       | Alois Hellmayr    | 2300 | Österreich | 0 | 1  | 0 | 0,5  | 01      |            |        |

## SK Flötzersteig-Breitensee
| Nr. | Titel | Name               | Elo  | Nation     | G | R | V | Pkt. | Partien | Elo- Perf. | Normen |
| --- | ----- | ------------------ | ---- | ---------- | - | - | - | ---- | ------- | ---------- | ------ |
| 01  |       | Khaled Mahdy       | 2380 | Ägypten    | 2 | 9 | 2 | 6,5  | 14      | 2360       |        |
| 02  | IM    | Andreas Dückstein  | 2335 | Österreich | 3 | 9 | 0 | 7,5  | 12      | 2467       |        |
| 03  | FM    | Leo Kwatschewsky   | 2325 | Österreich | 1 | 6 | 5 | 4    | 12      | 2171       |        |
| 04  | FM    | Harald Herndl      | 2290 | Österreich | 9 | 7 | 2 | 12,5 | 18      | 2457       |        |
| 05  |       | Erich Wohlmann     |      | Österreich | 4 | 1 | 5 | 4,5  | 10      | 2276       |        |
| 06  |       | Engelbert Liebhart | 2230 | Österreich | 0 | 0 | 2 | 0    | 02      |            |        |
| 07  |       | Preuss             |      | Österreich | 1 | 0 | 1 | 1    | 02      |            |        |
| 08  |       | Johannes Wejbora   |      | Österreich | 0 | 1 | 1 | 0,5  | 02      |            |        |

## SG ASK/KSV Klagenfurt
| Nr. | Titel | Name           | Elo  | Nation     | G | R | V | Pkt. | Partien | Elo- Perf. | Normen |
| --- | ----- | -------------- | ---- | ---------- | - | - | - | ---- | ------- | ---------- | ------ |
| 01  | GM    | Karl Robatsch  | 2410 | Österreich | 3 | 7 | 2 | 6,5  | 12      | 2432       |        |
| 02  | IM    | Franz Hölzl    | 2375 | Österreich | 3 | 9 | 6 | 7,5  | 18      | 2281       |        |
| 03  | FM    | Kurt Petschar  | 2265 | Österreich | 6 | 7 | 4 | 9,5  | 17      | 2333       |        |
| 04  | FM    | Heimo Titz     | 2260 | Österreich | 5 | 9 | 3 | 9,5  | 17      | 2305       |        |
| 05  |       | Manfred Schumi | 2210 | Österreich | 2 | 1 | 3 | 2,5  | 06      |            |        |
| 06  |       | Erich Senoner  |      | Österreich | 1 | 0 | 1 | 1    | 02      |            |        |

## SC Donaustadt
| Nr. | Titel | Name              | Elo  | Nation     | G | R | V | Pkt. | Partien | Elo- Perf. | Normen |
| --- | ----- | ----------------- | ---- | ---------- | - | - | - | ---- | ------- | ---------- | ------ |
| 01  | FM    | Heinrich Eisterer | 2325 | Österreich | 5 | 8 | 5 | 9    | 18      | 2354       |        |
| 02  |       | Franz Schuh       | 2300 | Österreich | 3 | 7 | 6 | 6,5  | 16      | 2241       |        |
| 03  |       | Anton Stummer     | 2205 | Österreich | 5 | 6 | 5 | 8    | 16      | 2321       |        |
| 04  | IM    | Alfred Beni       | 2220 | Österreich | 0 | 1 | 3 | 0,5  | 04      |            |        |
| 05  |       | Lothar Lockl      | 2250 | Österreich | 7 | 6 | 3 | 10   | 16      | 2328       |        |
| 06  |       | Rene Schwab       |      | Österreich | 0 | 1 | 1 | 0,5  | 02      |            |        |

## SK Hietzing Wien
| Nr. | Titel | Name              | Elo  | Nation     | G | R  | V | Pkt. | Partien | Elo- Perf. | Normen |
| --- | ----- | ----------------- | ---- | ---------- | - | -- | - | ---- | ------- | ---------- | ------ |
| 01  | FM    | Adolf Herzog      | 2375 | Österreich | 5 | 3  | 5 | 6,5  | 13      | 2388       |        |
| 02  | FM    | Michael Schlosser | 2380 | Österreich | 3 | 7  | 2 | 6,5  | 12      | 2324       |        |
| 03  | FM    | Karl Janetschek   | 2345 | Österreich | 7 | 7  | 2 | 10,5 | 16      | 2406       |        |
| 04  |       | Franz Juraczka    | 2255 | Österreich | 1 | 11 | 6 | 6,5  | 18      | 2156       |        |
| 05  |       | Wolfgang Krpelan  |      | Österreich | 0 | 4  | 2 | 2    | 06      | 2163       |        |
| 06  |       | Ferdinand Ploner  | 2250 | Österreich | 0 | 1  | 0 | 0,5  | 01      |            |        |
| 07  |       | Herbert Zöbisch   | 2240 | Österreich | 1 | 1  | 2 | 1,5  | 04      |            |        |
| 08  | FM    | Ulrich Steiner    | 2240 | Österreich | 0 | 1  | 1 | 0,5  | 02      |            |        |

## SK VÖEST Linz
| Nr. | Titel | Name               | Elo  | Nation     | G | R  | V | Pkt. | Partien | Elo- Perf. | Normen |
| --- | ----- | ------------------ | ---- | ---------- | - | -- | - | ---- | ------- | ---------- | ------ |
| 01  | FM    | Heinz Baumgartner  | 2345 | Österreich | 5 | 7  | 6 | 8,5  | 18      | 2379       |        |
| 02  | FM    | Alfred Felsberger  | 2320 | Österreich | 4 | 11 | 3 | 9,5  | 18      | 2351       |        |
| 03  |       | Peter Kranzl       | 2285 | Österreich | 3 | 5  | 7 | 5,5  | 15      | 2210       |        |
| 04  |       | Ernst Schüller     | 2210 | Österreich | 4 | 2  | 3 | 5    | 09      |            |        |
| 05  |       | Horst Niedermayr   | 2230 | Österreich | 1 | 5  | 1 | 3,5  | 07      | 2300       |        |
| 06  |       | Friedrich Wöber    |      | Österreich | 0 | 1  | 2 | 0,5  | 03      |            |        |
| 07  |       | Alfred Enzendorfer |      | Österreich | 0 | 1  | 1 | 0,5  | 02      |            |        |

## SK Austria Wien
| Nr. | Titel | Name               | Elo  | Nation     | G | R  | V | Pkt. | Partien | Elo- Perf. | Normen |
| --- | ----- | ------------------ | ---- | ---------- | - | -- | - | ---- | ------- | ---------- | ------ |
| 01  | FM    | Peter Roth         | 2335 | Österreich | 2 | 8  | 6 | 6    | 16      | 2316       |        |
| 02  | FM    | Johann Pöcksteiner | 2220 | Österreich | 1 | 4  | 8 | 3    | 13      | 2169       |        |
| 03  |       | Karl Grillitsch    | 2265 | Österreich | 1 | 13 | 4 | 7,5  | 18      | 2269       |        |
| 04  | FM    | Walter Braun       | 2245 | Österreich | 1 | 3  | 4 | 2,5  | 08      | 2013       |        |
| 05  |       | Emil Bukacek       |      | Österreich | 0 | 4  | 2 | 2    | 06      |            |        |
| 06  |       | Breining           |      | Österreich | 0 | 1  | 0 | 0,5  | 01      |            |        |
| 07  |       | Herbert Titz       |      | Österreich | 0 | 0  | 3 | 0    | 03      |            |        |
| 08  |       | Helmut Steindl     |      | Österreich | 2 | 0  | 0 | 2    | 02      |            |        |
| 09  |       | Klaus Rogetzer     |      | Österreich | 0 | 1  | 1 | 0,5  | 02      |            |        |